# HV Alfa Schinnen
Handbalvereniging Alfa Schinnen was een handbalvereniging uit het Limburgse dorp Schinnen. In 1956 werd de handbalvereniging opgericht onder de naam R.K.H.V. Schinnen, als onderafdeling van het overkoepelende orgaan S.V. Schinnen. Op 17 maart 1973 werd Alfa Brouwerij hoofdsponsor van de vereniging en de club werd omgedoopt tot Alfa Schinnen.
In april 1991 fuseerde HV Alfa Schinnen met HV Zwart-Wit Oirsbeek tot HV Zwart-Wit Schinnen.